# Storia di San Miniato

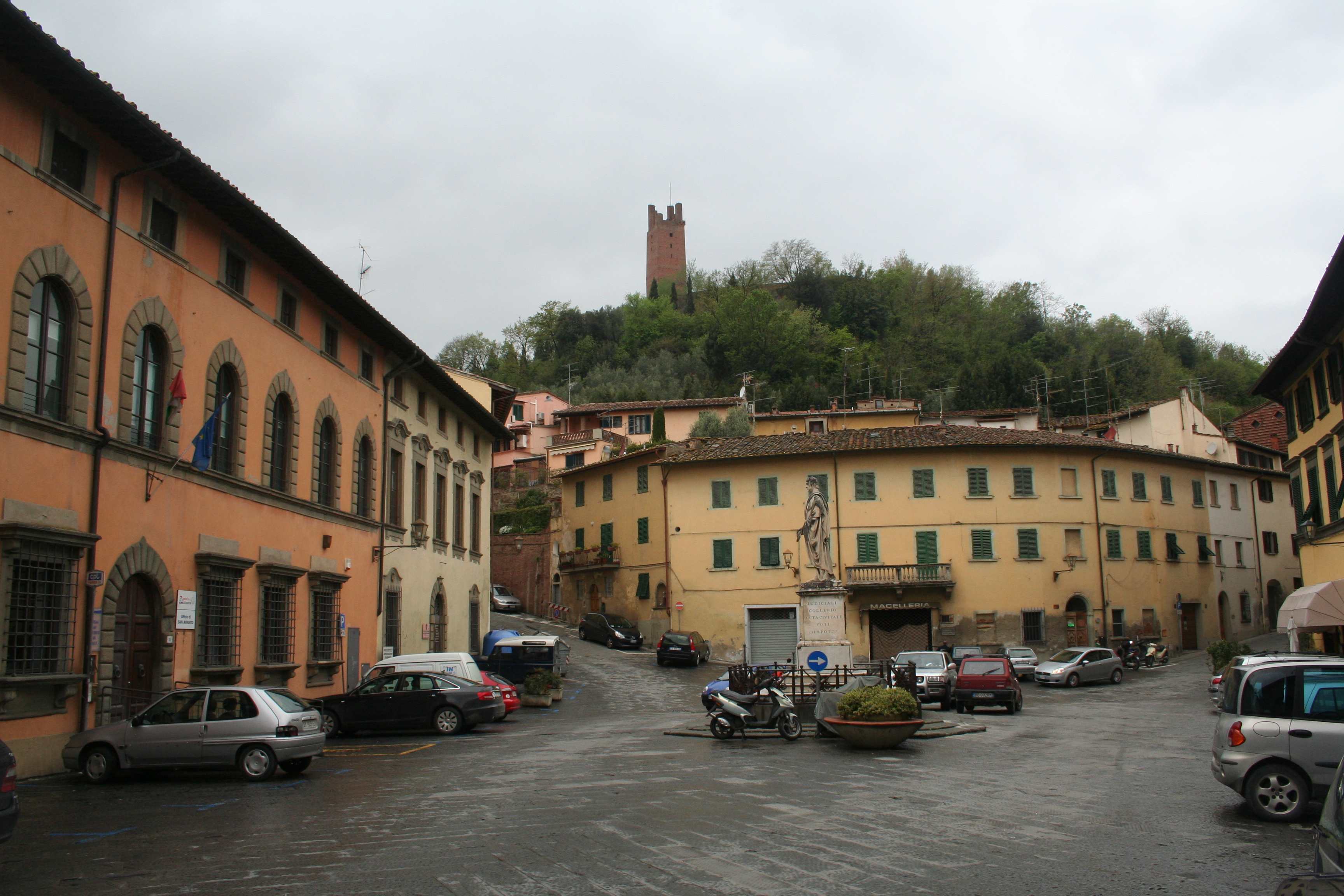
Scorcio di San Miniato

## Età etrusco/romana
Il ritrovamento di frammenti ceramici e di strumenti di pietra dell'Età del Bronzo, nella Valdegola, confermano, che nel territorio di San Miniato, esistevano già in tale periodo insediamenti umani di rilievo. Svariati reperti archeologici attestano invece la presenza di etruschi nel territorio di San Miniato. In località Fontevivo nel 1934 è stata individuata una necropoli etrusca, con relativi manufatti bronzei, mentre presso la località Montappio, tra l'attuale centro abitato e l'Arno è stata ritrovata una statua di marmo acefala raffigurante una divinità femminile etrusca risalente al III secolo a.C. Più significativa la presenza di reperti in età romana, principalmente riferibili dal I secolo a.C. al II secolo d.C., nello specifico in località Montecalenne sono stati ritrovati, la testa di un imperatore e tracce di mosaici di una villa. Nel 1998 in Ponte a Egola, è stata ritrovata una villa con numerosi frammenti di vasellame e laterizi, mentre presso la località Fonti delle Fate sono stati rintracciati resti di terme, iscrizioni di età augustea, epigrafi e numerosi reperti numismatici. Anche dalla toponomastica di alcuni luoghi si intravede chiaramente l'origine romana: Quarto, Sesto, Panciolle, ove è probabile sorgesse un tempio dedicato al Dio Pan. Il complesso dei ritrovamenti, fa sì che si possa supporre l'esistenza di un villaggio prima etrusco e successivamente romano, con la possibile presenza di un porto fluviale sull'Arno. Altre ipotesi affermano che presso l'attuale rocca vi fosse un centro di controllo del territorio. Ritrovamenti archeologici nella Valdegola e nella Valdelsa confermano la presenza degli etruschi prima e dei romani successivamente in tutto il circondario, confermando l'ipotesi della centuriazione romana della Valdarno avvenuta tra il 41 e il 27 a.C., mediante l'assegnazione ai veterani dell'Esercito romano di appezzamenti di terreno da parte dell'imperatore Augusto.

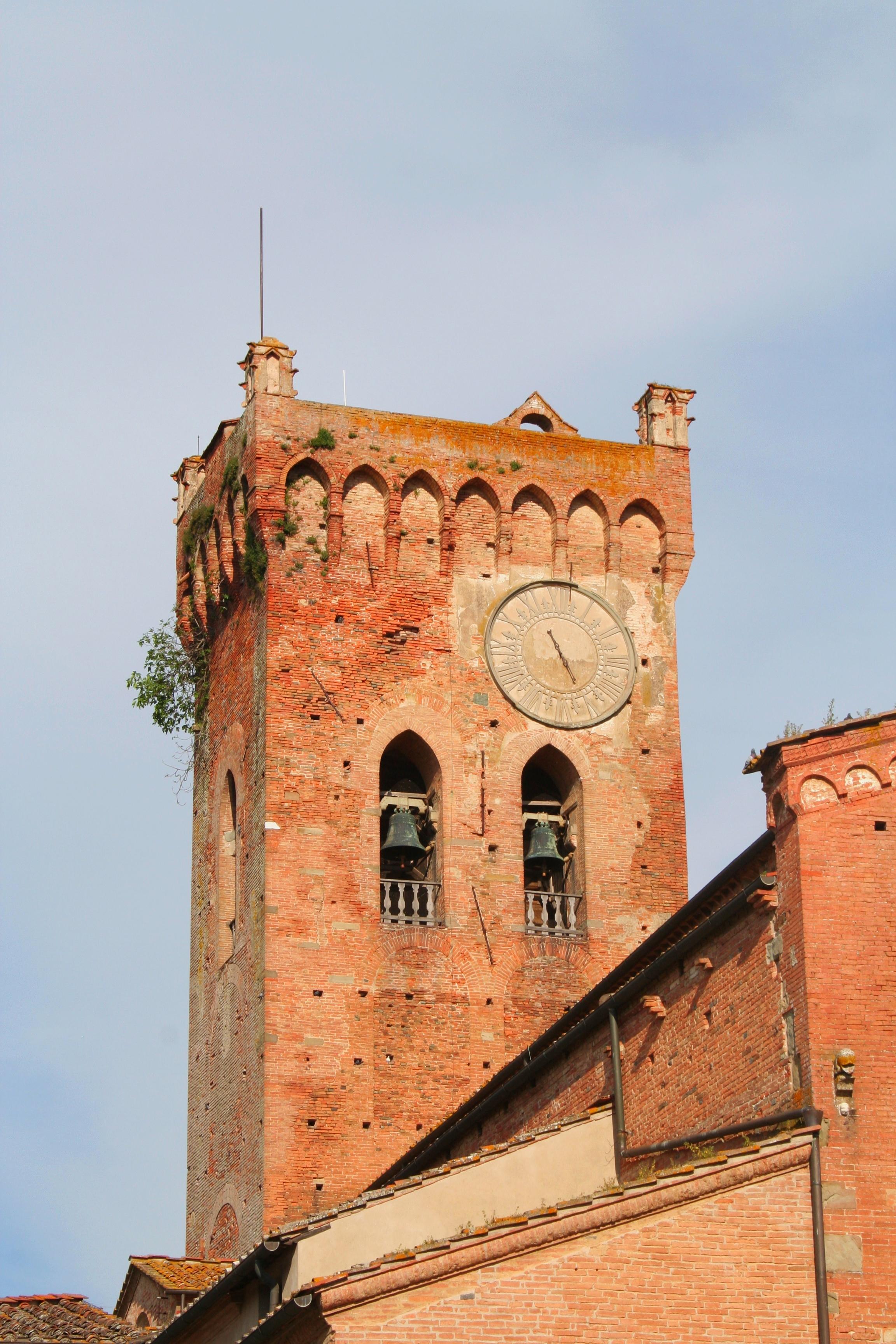
Torre di Matilde

## Alto Medioevo
Con la fine dell'Impero Romano, sembra che San Miniato, almeno per quel che riguarda le colline, si spopolò e che le genti del luogo preferirono insediarsi presso la località di San Genesio, nella fertile pianura, nei pressi della confluenza dei fiumi Arno ed Elsa, tra le attuali Ponte a Elsa e La Scala.
Le prime notizie sull'attuale centro di San Miniato risalgono al 783, quando un gruppo di sedici longobardi fondò una chiesetta intitolata a San Miniato, in loco Quarto, sotto la giurisdizione del vescovo di Lucca, intorno alla quale si sviluppò un abitato. Nel X secolo il borgo venne denominato Castello. Nel 994 pare che papa Gregorio V vi sostasse in un suo viaggio verso la Germania.
L'imperatore Ottone I fortificò il borgo e lo dotò di mura. Nell'XI secolo la cittadina fu sede di tribunale, di vicariato e aveva anche un centro per la riscossione dei tributi per il Sacro Romano Impero. La posizione centrale ed equidistante dai maggiori centri abitati (le città vere e proprie) toscani del periodo fece sì che gli imperatori tedeschi prediligessero San Miniato come centro di potere e di controllo di tutta la Toscana. Da qui probabilmente l'appellativo che si accompagnava al nome del paese ovvero ‘'al tedesco'’ che rimarrà anche nei secoli successivi. Nel 1172 soggiornò a nella cittadina come vicario imperiale Cristiano di Magonza, nobile, arcivescovo cattolico e diplomatico tedesco al servizio dell'imperatore Federico I Barbarossa, e lo stesso imperatore fu a San Miniato nel 1178 e nel 1185.
Sempre nel XII secolo venne edificata la Torre di Matilde, così denominata dalla leggenda secondo cui Matilde di Canossa era nata nell'attiguo Palazzo dei Vicari. In seguito la torre fu utilizzata come campanile della cattedrale di Santa Maria Assunta e San Genesio. Una bolla del 1195 di papa Celestino II menziona ben 8 chiese all'interno dell'abitato.
Sussistendo una forte influenza sveva nella cittadina, lo sviluppo comunale fu contrastato. Nel borgo di San Genesio, nella pianura sottostante, nel 1138 si riunirono i consoli di Lucca, Pisa, Siena e Firenze per un convegno antimperiale, mentre, sempre nello stesso luogo, nel 1160 le città toscane giurarono fedeltà all'imperatore.
Approfittando della crisi dell'impero nel 1172 i sanminiatesi cercarono aiuto in Pisa e Firenze, giurando loro fedeltà in cambio dell'aiuto necessario che avrebbe consentito l'autonomia dall'impero; come ritorsione a ciò Cristiano di Magonza ordinò l'incendio della cittadina. Tale incendio non bloccò i sanminiatesi nei loro intenti autonomistici, ma li ritardò fino al 1197, quando è certa la presenza di una magistratura comunale. Il 13 settembre di quell'anno a San Genesio, nella chiesa di San Cristoforo, si riunirono i rappresentanti dei comuni toscani e dei rappresentanti del papa, sotto la protezione di Innocenzo III, per la creazione della Lega Guelfa, conosciuta per l'appunto come "lega di San Genesio". Alla riunione parteciparono anche i due consoli del comune di San Miniato, tali Senzanome e Vacaio. L'importanza strategica di San Miniato fece sì che l'impero non potesse concepire l'autonomia della cittadina, e fu così che già nel 1209 l'imperatore Ottone IV in visita a San Miniato la riaffermò come sede d'amministrazione di tutta la Toscana.

## Federico II a San Miniato

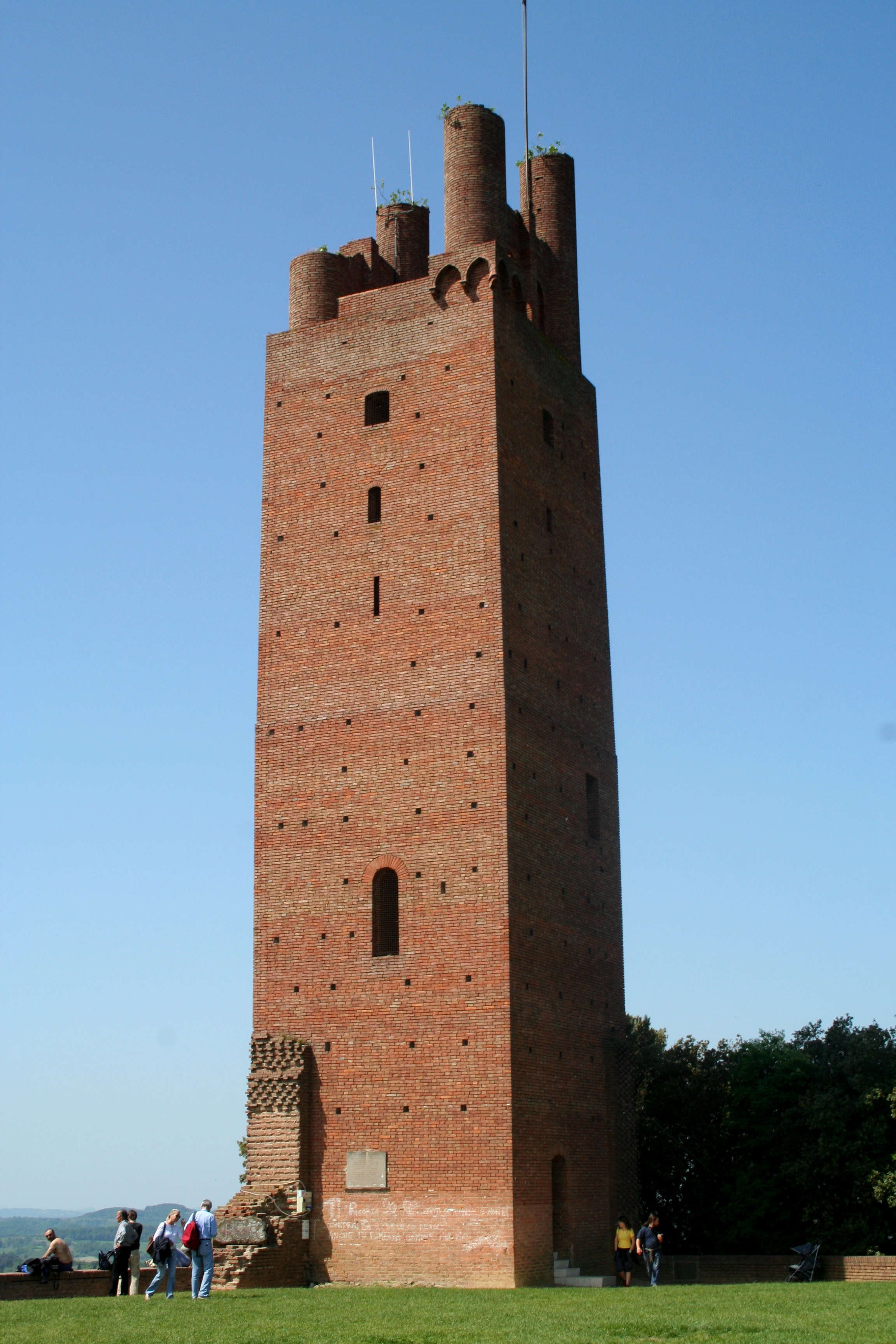
Rocca di Federico II

La presenza dell'Imperatore Federico II a San Miniato rappresenta uno degli apici storici della cittadina. Nel 1217 concesse ai sanminiatesi in perpetuum la proprietà del borgo di San Genesio; nel 1220 è documentata la presenza di Corrado da Spira cancelliere dell'imperatore, per sovraintendere ai lavori della rocca che nei secoli porterà il suo nome, ultimata nel 1223; nel 1236 concesse un terzo dei frutti racimolati nelle “alluvioni dell'Arno”. Lo stesso imperatore in più occasioni è ospite della cittadina: nel 1226, nel 1232 e nel 1240, quando decise di istituire una prigione presso il cassero. Non supportata da documenti storici è la morte di Pier della Vigna nel 1249 proprio presso detta struttura. Pur godendo di ottimi rapporti con Federico II la cittadina aspirava ancora a divenire libero comune; in quegli anni San Miniato poté costituire un proprio contado: Montebicchieri, San Genesio, Castelfalfi, Tonda, Camporena e Vignale, che giurarono fedeltà alla cittadina. Contestualmente iniziarono i casati che nei secoli caratterizzeranno e detteranno gli indirizzi politici della cittadina: i Bonaparte, i Ciccioni, i Malpigli, i Borromei, i Mangiadori, i Collegali e i Bonincontri. Appartengono a questo periodo anche personaggi che daranno lustro a San Miniato: Borromeo Borromei (uno dei primi seguaci di San Francesco); Beato Bonincontro, che fondò in Francia il convento di Charteroux; Malpiero Malpigli, che fu podestà a Padova (1219) e a Siena (1227); si ricordi infine Giovanni Mangiadori, che nel 1251 fu vescovo di Firenze. Nel 1227 e nel 1232, per giungere a una maggiore autonomia dall'impero, i sanminiatesi strinsero alleanze con Firenze, allora molto vicina al Papa e quindi guelfa. Velleità di autonomia che Federico II annullò con una sua discesa nel 1240 nella quale seminò devastazione nella cittadina. È da menzionare in questo periodo anche la distruzione di San Genesio che pur essendo molto vicino a San Miniato era stata in passato una rivale di San Miniato all'egemonia nel territorio. Con la morte di Federico II, le velleità guelfe di San Miniato ripresero corpo in special modo nella guerra contro Pisa, che valse la conquista definitiva del castello di Montebicchieri nel 1256. Ribaltando la propria posizione politica, nel 1260 durante la Battaglia di Montaperti San Miniato si schierò apertamente nella fazione ghibellina ottenendo insperati benefici da Manfredi di Sicilia e divenendo anche un luogo di riparo per i fuoriusciti ghibellini di Firenze. A seguito di ciò papa Clemente IV emise la scomunica nel 1267 per tutti i seguaci di Corradino; San Miniato proseguì però ad ospitare vicari tedeschi nonostante le pressioni di Carlo d'Angiò. Le velleità ghibelline della Toscana furono seriamente ridotte dalla disfatta di Pisa nella battaglia della Meloria (1284), e come conseguenza i vicari tedeschi ospitati a San Miniato furono costretti ad accordarsi con Firenze nel 1290, per poi lasciare definitivamente San Miniato. Con tale azione termina l'influenza degli Svevi sulla cittadina toscana, cosa che non aveva permesso fino a quel momento lo sviluppo di una vera e propria autonomia comunale.

## San Miniato “libero comune”

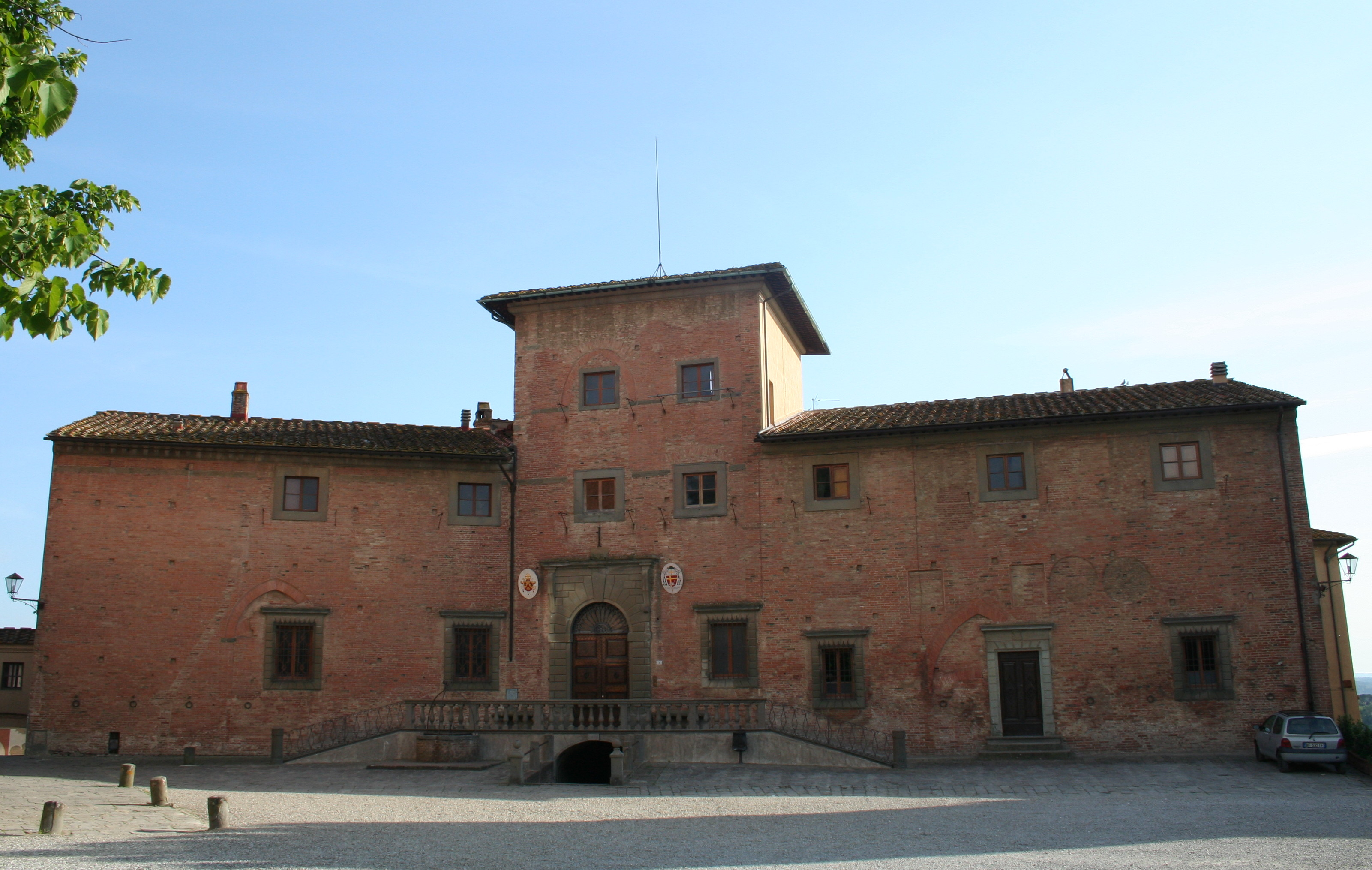
Palazzo Vescovile

Con il tramonto del controllo degli Svevi sulla cittadina, la stessa si schierò in campo guelfo prendendo parte alle vicende politiche del tempo, potendo finalmente organizzarsi come ‘‘libero Comune’’. L'organizzazione del ‘Comune’ era fondata su un podestà, non originario del luogo, che si avvaleva dell'opera di giudici e notai per l'applicazione delle leggi. Tra i vari podestà che si susseguirono è necessario citare il novelliere Franco Sacchetti. La guarnigione militare era guidata da un Capitano del Popolo anch'egli forestiero. Il potere, in realtà, era comunque detenuto da tre diversi organismi: il ‘‘Consiglio del Popolo’’ al quale spettava il potere legislativo, i ‘‘signori Dodici difensori del popolo’’ a cui spettava il potere esecutivo e infine la ‘‘Società di Giustizia’’, a difesa dei diritti dei cittadini e del ‘‘Comune’’. La partecipazione a questi enti era effettuata in base al censo e ad una suddivisione territoriale dell'abitato. Travagliata è comunque la storia di San Miniato in questi anni. Nella Battaglia di Campaldino del 1289 i sanminiatesi si distinsero, in special modo Malpiglio Ciccioni, Barone Mangiatori e settantacinque cavalieri. Nel periodo che va dal 1294 e il 1297 San Miniato delimitò i propri confini con Fucecchio e Firenze, stringendo alleanze con Pistoia, Siena, San Gimignano, con Volterra nel 1299 e nel 1303, con Colle Val D'Elsa, Pisa, Siena e Prato. Da segnalare un tentativo ghibellino di sovvertimento del potere nel 1308. Successivamente nel 1313 la cittadina si difese dall'attacco delle truppe di Arrigo VII che tentava di riportare sotto l'influenza imperiale San Miniato, cedendo alcuni borghi, così come fra il 1314 e il 1315, quando il nuovo signore di Pisa, Uguccione della Faggiuola, conquistò alcuni territori del comune tra cui Cigoli, Balconevisi e la torre di San Romano. Dei cavalieri sanminiatesi parteciparono alla Battaglia di Montecatini (1315) contro lo stesso Uguccione, ed alla sua cacciata da Pisa nel 1316 San Miniato riuscì a riconquistare i territori ceduti nelle controversie degli anni precedenti. Salito al potere a Pisa Castruccio Castracani, la cittadina strinse forti legami con Firenze per tutelarsi dalla possibile minaccia del Castracani, così che poté sconfiggere le truppe pisane presso Fucecchio (1320). Al fine di tutelare il proprio territorio, nel 1328 San Miniato, col pagamento di 500 fiorini annui, si pose sotto la protezione di Carlo, Duca di Calabria con Firenze, Prato e Colle Val D'Elsa. Nel 1330 fu finalmente firmato un patto di ‘‘non aggressione’’ con Pisa, che diede inizio a un lungo periodo di prosperità e pace per San Miniato.

## Basso Medioevo

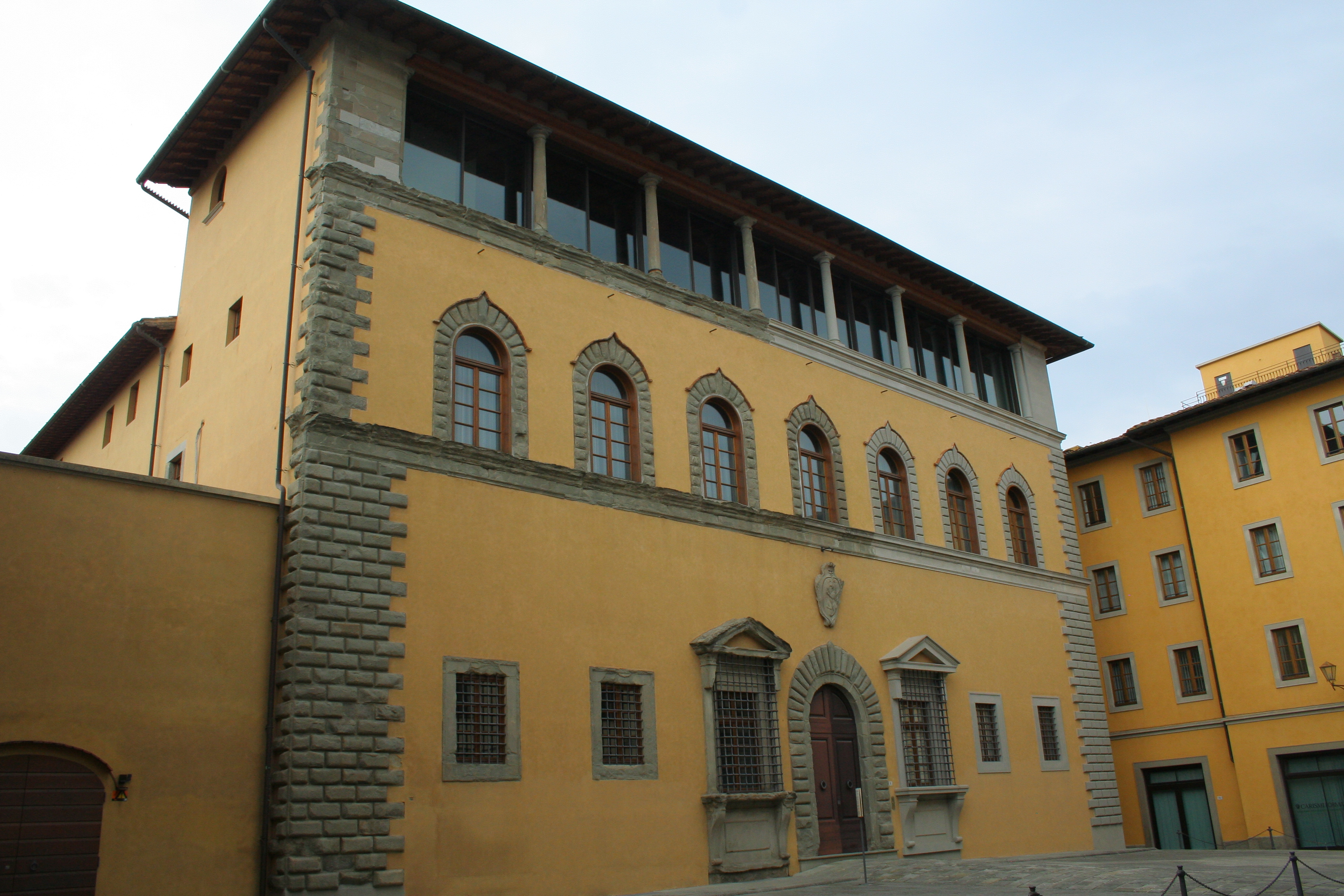
Palazzo Grifoni

Nella prima metà del XIV secolo San Miniato conobbe la massima espansione, pari se non superiore all'attuale. La popolazione non era inferiore a quella attuale. Tale sviluppo fu particolarmente facilitato dai dazi sulle merci transitanti sulla strada tra Firenze e Pisa, presso l'attuale Catena erano collocati i gabellieri comunali. Particolarmente esosa era la gabella sul sale diretto a Firenze dalla costa e sul grano. Inoltre la ricchezza della cittadina era consentita dall'accumularsi di grandi patrimoni familiari, spesso mediante la pratica dell'usura, pratica mal giudicata dal clero. Questo stato di cose faceva sì che ingenti eredità del ceto più benestante confluissero sul clero. Grazie a questi ingenti patrimoni vennero costruite opere architettoniche ancora esistenti. Nel 1295 fu edificata la chiesa dell'Oratorio del Loretino, nel 1330 la chiesa di San Martino, fra 1330 e 1345 furono ristrutturati il monastero e la chiesa di San Domenico, nel 1339 fu iniziato il monastero di Santa Chiara, tra il 1343 e il 1349 furono ristrutturati la chiesa e il convento di San Francesco. In tale periodo infine furono ristrutturati la chiesa di Santa Caterina e l'attuale Palazzo Vescovile. Apice del prestigio sanminiatese fu nel 1355 la visita dell'imperatore Carlo IV, che soggiornò nella cittadina per alcuni giorni concedendo nuovi privilegi. La floridezza del Comune durò fino alla guerra tra Pisa e Firenze del 1363-1364 - in tale guerra furono scelti come campi di battaglia zone attigue a San Miniato. Giacché il Comune si trovava all'incrocio di vie tra Lucca, Pisa e Firenze, San Miniato minava col suo atteggiamento a favore dell'imperatore la caratterizzazione guelfa di Firenze. A questo punto l'egemonia fiorentina su San Miniato diveniva indispensabile, per cui Firenze in vari modi tentò di acquisire il potere nella cittadina sanminiatese, prima cercando di instaurare un governo fantoccio (1367) che diede vita a dei disordini che i fiorentini sedarono con l'invio di truppe e l'imposizione di un capitano di giustizia fiorentino. L'anno successivo però i sanminiatesi cacciarono i fiorentini. A questo punto i fiorentini decisero di confiscare tutti i beni dei sanminiatesi nel territorio di Firenze, vietarono a chiunque di fare affari con San Miniato, ma la reazione della cittadina fu veemente: alcuni soldati sanminiatesi entrarono in territorio fiorentino facendo anche dei prigionieri. Dopo però quasi due anni di assedio, i fiorentini, nel 1370, riuscirono a conquistare San Miniato, trovando la popolazione in condizioni estreme, dovute al lungo assedio. In tale contesto si inserisce il personaggio leggendario di 'Lupatello', sanminiatese che avrebbe indicato ai fiorentini il passaggio segreto che avrebbe permesso agli invasori di entrare in San Miniato, riscuotendo in cambio terre e ricompense. Il 24 gennaio 1370 Firenze accettava la sottomissione di San Miniato, che doveva sottoporsi a delle dure condizioni da parte fiorentina tra cui l'obbligo di utilizzare pesi e misure fiorentine, il dover sottostare a cariche politiche d'origine fiorentina o nominate dai vincitori. Inoltre era consentito ai Capitani di parte guelfa di confiscare i beni delle persone che avevano partecipato alla resistenza contro l'invasore fiorentino. Infine la cittadina avrebbe dovuto chiamarsi 'San Miniato Fiorentino' rinunciando per sempre all'appellativo ghibellino di 'al tedesco'. Iniziò così un periodo di profonda crisi economica e politica. I sanminiatesi però non si piegarono facilmente alla dominazione di Firenze, in particolare ci furono alcuni tentativi di ribaltare la situazione compromessa. Nel 1396 Benedetto de' Mangiadori appoggiato dal signore di Pisa Jacopo I riuscì ad uccidere il vicario e a occupare il palazzo comunale, però fu pronta la reazione dei fiorentini. Domenico Contini da Monterappoli fu fra i primi ad entrare con un leggendario espediente: di notte legò a un gregge di capre dei lumincini, talché i difensori da lontano pensarono a un numeroso esercito in avvicendamento, fuggirono e lasciarono campo libero ai fiorentini. Tale episodio è stato narrato da Ippolito Neri nel poema La presa di San Miniato al Tedesco. Il de' Mangiadori ritentò nel 1402 una nuova conquista della cittadina che anche in quel caso fallì. Nel 1432 alcuni componenti della famiglia Buonaparte e Bonincontri tentarono di cacciare nuovamente i fiorentini, ma anche quest'ultimo tentativo fallì miseramente. Da allora, per circa un secolo, non vi furono più tentativi di ribellione. Da segnalare la nascita nella cittadina di Francesco Sforza (1401).

## XVI secolo

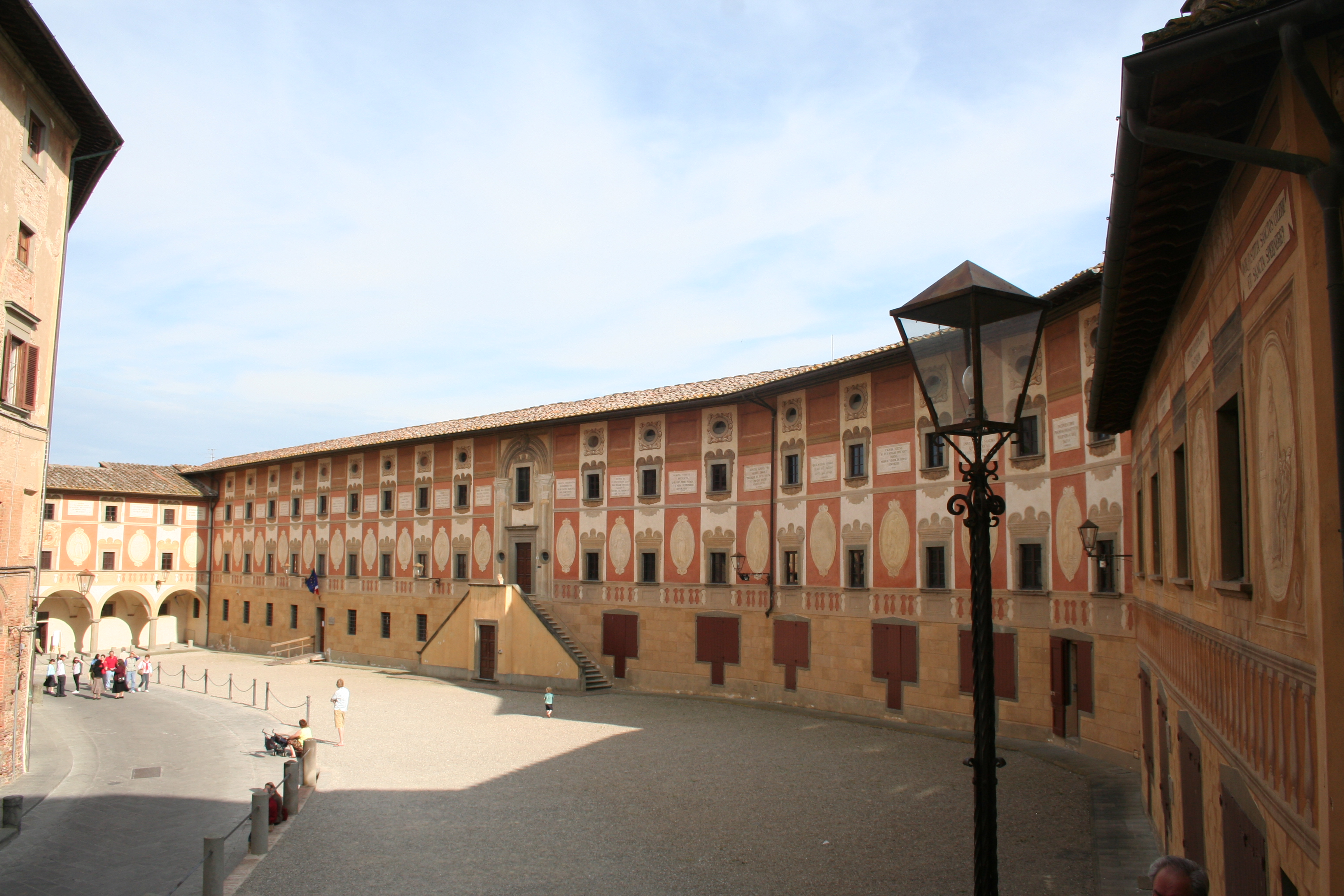
Seminario di San Miniato

Dopo quasi un secolo senza particolari avvenimenti, nel 1527 un'epidemia di peste colpì la cittadina mietendo un gran numero di vittime, e la situazione fu così drammatica che da aprile a dicembre i registri dei battesimi non riportano alcuna nascita. Poco dopo l'epidemia di peste un'altra minaccia si profilò all'orizzonte. L'imperatore Carlo V, impegnatosi col papa Clemente VII a riportare i Medici a Firenze, stava muovendo contro la Repubblica Fiorentina, e così nel 1529 cinse d'assedio San Miniato, già duramente provata dalla peste. L'assedio durò solamente nove giorni. Gli spagnoli durante il saccheggio della cittadina uccisero circa trecento persone. San Miniato fu però liberata nel novembre del 1529 da Francesco Ferrucci. La libertà riacquistata durò solo fino al febbraio del 1530, quando gli spagnoli approfittarono dell'assenza di Ferruccio Ferrucci, che si stava preparando all'assedio di Volterra, per riconquistare San Miniato, troppo importante per la sua posizione geografica rispetto alle più importanti città toscane. Di lì a poco, con la morte del Ferrucci la Repubblica Fiorentina perdeva il suo maggior condottiero e la Toscana tornava nuovamente sotto il controllo dei Medici. Poiché la peste e l'occupazione spagnola avevano ridotto drasticamente la popolazione di San Miniato, furono richiesti al Duca Alessandro provvedimenti finalizzati a reintegrare la popolazione sanminiatese. Il Duca decise di far rientrare nella cittadina diversi discendenti dei fuoriusciti a causa della rivolta del 1432. Il 22 settembre del 1533 è da menzionare l'incontro a San Miniato tra papa Clemente VII di passaggio diretto a Nizza e Michelangelo Buonarroti, anch'esso in transito dalla cittadina. Da allora l'affinità tra la cittadina e i Medici che in passato non era ottima migliorò. Da segnalare è Ugolino Grifoni segretario di Cosimo I de' Medici, che con la nomina a Maestro Generale dell'Ospedale di San Iacopo di Altopascio, ricca e florida istituzione che poteva contare su ingenti possedimenti, riuscì ad accantonare una bella fortuna. Con il frutto della sua oculata gestione Ugolino riuscì a costruire due importanti palazzi, uno a Firenze, l'attuale Palazzo Budini Gattai, e uno a San Miniato, Palazzo Grifoni. Con la costruzione dell'edificio si avviò l'ennesima ristrutturazione dell'abitato, si curò lo stile architettonico dei palazzi di Firenze. Dello stesso periodo sono i palazzi Buonaparte, Roffia e Ruffoli. Infine nel piccolo borgo di Cigoli nel 1559 nacque Ludovico Cardi detto "Il Cigoli", grande pittore della scuola fiorentina.

## XVII secolo
Il 5 dicembre 1622 Papa Gregorio XV elesse San Miniato al rango di Diocesi. Di ciò fu artefice e regista principalmente Maria Maddalena d'Austria, moglie di Cosimo II de' Medici la quale al momento della morte del marito, ebbe in eredità il governo di San Miniato. Esercitò il suo regno dal 1621 al 1631. Inoltre l'istituzione della cittadina al rango di sede Vescovile aveva anche il fine di togliere territori all'egemonia clericale di Lucca, allora indipendente dal potere di Firenze . La diocesi comprendeva le centodiciotto parrocchie, i dieci monasteri e i tredici conventi di Fucecchio, Santa Croce sull'Arno, Castelfranco di Sotto e Santa Maria a Monte. Primo Vescovo fu Francesco Neri, canonico fiorentino. Nel 1630 si ripresentò in zona il problema della peste, che però non colpì San Miniato, a ringraziamento di ciò i sanminiatesi nel 1631 decisero che avrebbero edificato un nuovo Santuario del Santissimo Crocifisso. Pochi mesi dopo però la peste raggiunse San Miniato però in maniera lieve con circa sessanta vittime grazie alle severe misure preventive messe in atto, quali l'isolamento della città dal contado e le scorte di viveri costituite. Nel 1650 furono avviati, in ragione del fatto di essere sede di diocesi, i lavori per l'edificazione del Seminario di San Miniato, che negli anni fu ampliato fino alle dimensioni attuali.

## XVIII secolo
Il XVIII secolo iniziò all'insegna del rinnovamento urbanistico. Vista la necessità di nuovi uffici amministrativi fu ampliato il palazzo comunale con lo stile architettonico del tempo, occupando anche il cortile e innalzando l'edificio che assunse quasi l'aspetto attuale. Proseguì l'ampliamento del seminario, fu avviata la costruzione del Santuario del Santissimo Crocifisso aderendo al voto fatto in occasione della peste del 1630, del progetto fu incaricato l'architetto fiorentino Antonio Maria Ferri. Nel maggio del 1714 fu fondata l'arciconfraternita della Misericordia. Il secolo proseguì senza particolari avvenimenti e sussulti, fino all'arrivo dei Lorena al governo della Toscana che riformarono parzialmente le istituzioni civile e religiose. Nello specifico furono inglobati nel territorio comunale Cigoli, Stibbio e Montebicchieri. Il Granduca Pietro Leopoldo nel 1785 nel tentativo di contenere e ridimensionare il potere clericale impose la cancellazione di alcuni compagnie e confraternite religiose, tra cui la Misericordia. A San Miniato erano nate nei secoli molte strutture di ricovero e cura, tra cui lo spedaletto di San Lazzaro, l'ospedale dei Poveri Sacerdoti Pellegrini, l'ospedale di San Martino e l'ospedale di San Nicola di Bari, il Granduca decise di sopprimere tutti questi enti e di riunire le rendite in un'unica struttura ovvero gli Spedali Riuniti. Il personale al momento dell'istituzione poteva contare su di un medico condotto, un chirurgo e due infermieri. Il secolo terminò nel segno di Napoleone Bonaparte . Il 29 giugno 1796 Napoleone alla guida del suo esercito in marcia verso la conquista dello Stato Pontificio si fermò alla casa del canonico Filippo Buonaparte, con cui esaminò diversi documenti sull'origine della propria famiglia. Il passaggio dell'imperatore da San Miniato provocò un'ondata di simpatie in tutta la cittadina, fu così che il 3 aprile 1799, i sanminiatesi si ribellarono proclamando la Repubblica, abbattendo tutti i simboli del Granducato presenti in città e invitarono il vicario a ordinare a tutti i cittadini di indossare la coccarda tricolore simbolo del nuovo ordine politico. Ma la rivolta durò ben poco, l'alta borghesia di San Miniato con i propri contadini e con la sola notizia dell'approssimarsi ai confini del Granducato di truppe austriache, si ritirarono anche a causa dei provvedimenti impopolari, dalla penuria di rifornimenti alimentari e dall'ingente costo della guarnigione giacobina. I Giacobini sanminiatesi fuggirono, e di lì a pochi mesi furono arrestati cinquantasette persone che avevano collaborato o essi stessi erano stati giacobini.

## XIX secolo

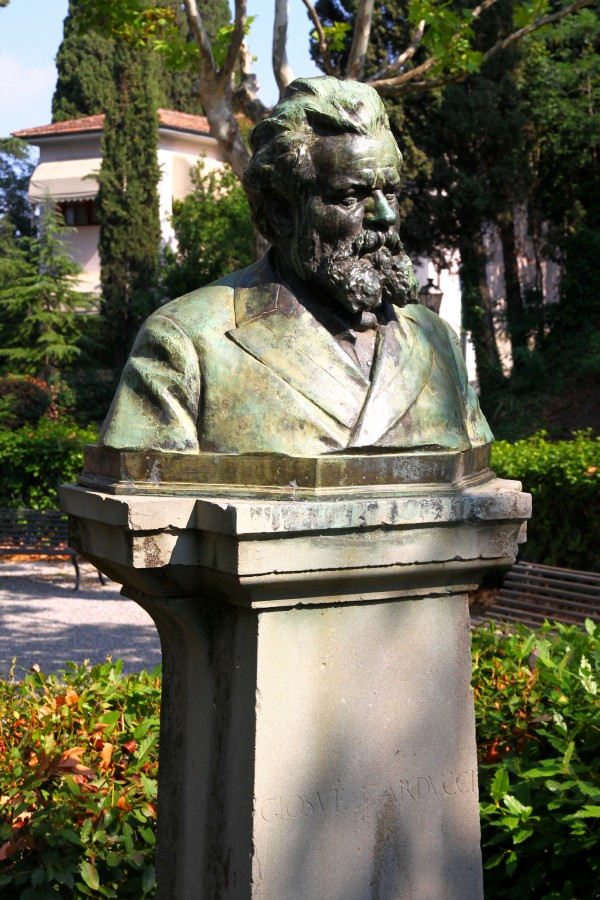
Monumento a Giosuè Carducci in San Miniato

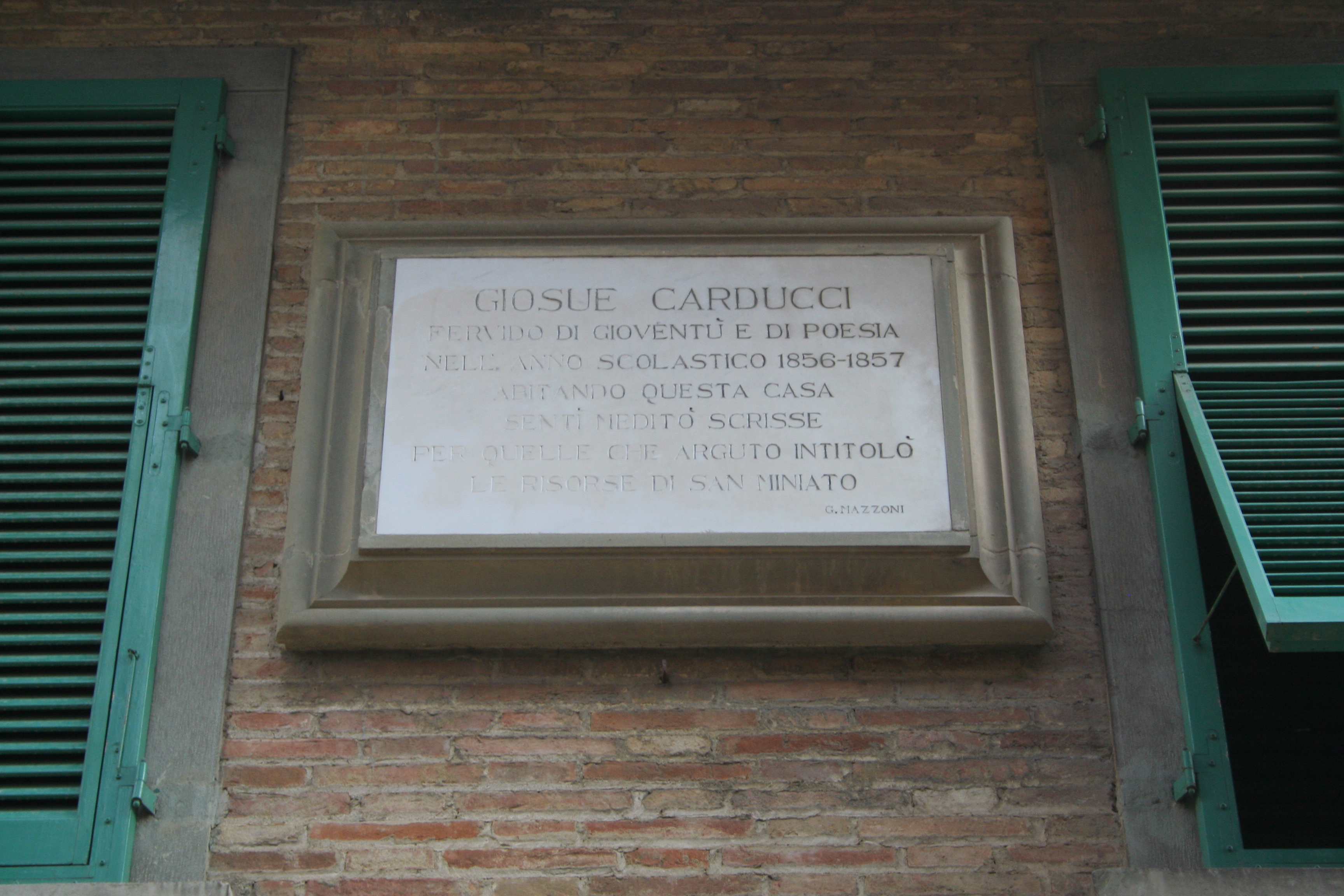
Lapide commemorativa in onore di Giosuè Carducci

A seguito dei successi bellici di Napoleone, il 9 febbraio 1801, con il trattato di Lunéville, la Toscana viene ceduta dall'Austria alla Francia. Soppresso il Granducato di Toscana, viene istituito il Regno di Etruria. San Miniato fu accorpata al dipartimento dell'Arno, seguendo le sorti storiche della Regione fino al 1814, anno della caduta di Napoleone Bonaparte. Con la restaurazione del 1814 il Granduca di Toscana provvide a ripristinare le vecchie magistrature granducali. Nei primi anni del secolo San Miniato perse importanza in quanto la via di comunicazione tra Firenze e Pisa era divenuta secondaria, a ciò si associò una epidemia di tifo che colpì tutta la Toscana. Le cose per la città migliorarono con la salita al tono del granducato di Leopoldo II di Toscana grazie all'affermarsi di personalità native di San Miniato come Torello Pierazzi fondatore dell'Accademia degli Euteleti e della Cassa di Risparmio di San Miniato o Giovacchino Taddei chimico e fisico di fama nazionale. In tale periodo, furono istituiti il Tribunale (1838) e della Pretura (1850). Di questi anni è da citare la sistemazione della piazza del Duomo, del loggiato per la vendita del bestiame nell'attuale piazzale Dante Alighieri e l'istituzione delle scuole pubbliche. Fondamentale per lo sviluppo della città e del circondario è da menzionare la costruzione nel 1847 della stazione di San Miniato-Fucecchio detta in origine di San Pierino. I sanminiatesi nel 1843 resero onore a Leopoldo II con una statua in marmo che ancora si trova in piazza Bonaparte. Nel 1848 i sanminiatesi dimostrarono la loro lealtà al Granduca durante la prima guerra di indipendenza tentando di spegnere gli animi rivoluzionari con uno sforzo finanziario. Ad onor del vero comunque numerosi sanminiatesi si batterono con coraggio anche dalla parte dei rivoluzionari specie nella Battaglia di Curtatone e Montanara, come Augusto Conti. Nel biennio 1856/1857 è da menzionare la presenza nella città come insegnante di ginnasio di Giosuè Carducci, per il poeta il periodo non fu tra i più felici, vista la scarsa quantità di rapporti umani e di impegno professionale, aveva solo due alunni. Però nel suo soggiorno grazie all'editore Ristori pubblicò la sua prima raccolta: le Rime. In ricordo del periodo sanminiatese Carducci venticinque anni dopo pubblicherà la prosa Le risorse di San Miniato. Contrariamente a quanto fatto nella prima guerra di indipendenza San Miniato, nella seconda (1859) si schierò dalla parte del Governo Provvisorio della Toscana e sostenne economicamente le spese belliche. Il risultato del plebiscito del 1860 fu inequivocabile: 1.755 voti furono a favore dell'annessione al Regno di Sardegna, 566 per il Granducato di Toscana e 54 le schede bianche. Nel 1875 viene istituita la biblioteca comunale di San Miniato.
È necessario menzionare altri due personalità che caratterizzarono San Miniato, nel secolo, Giorgio Sonnino, senatore del Regno d'Italia nel 1886 e fratello di Sidney Sonnino e Francesco Guicciardini deputato, nonché successivamente Ministro dell'Agricoltura e degli Affari Esteri.

## XX secolo
San Miniato trascorse l'inizio del secolo seguendo il destino del resto d'Italia, particolarmente pesante fu il tributo di sangue pagato nel corso della Grande Guerra, una lapide ricorda i caduti nella Chiesa di San Domenico. L'avvento della dittatura fascista portò anche ad un riordino amministrativo del comune. Le frazioni di Pinocchio, Casenuove e Ontraino vennero fuse nel 1924 e venne creato San Miniato Basso. Nel 1925 la Provincia di Livorno fu ampliata a discapito di quella di Pisa, furono assegnati Piombino, Cecina e altri piccoli Comuni. La Provincia di Pisa ebbe in cambio alcuni comuni della Provincia di Firenze ovvero Castelfranco di Sotto, Montopoli in Val d'Arno, Santa Croce sull'Arno, Santa Maria a Monte e San Miniato. La Seconda guerra mondiale rappresenta per la città una delle pagine più oscure e drammatiche. I bombardamenti per mettere fuori uso la ferrovia Pisa – Firenze fecero numerosi danni e lutti a San Miniato Basso. L'occupazione tedesca successiva all'8 settembre 1943 fu segnata da un famoso e triste avvenimento, ovvero la Strage del Duomo. Il 22 luglio 1944 all'approssimarsi degli Alleati, i tedeschi in ritirata fecero radunare gran parte della popolazione nel prato antistante il Duomo e successivamente permisero, su richiesta del Vescovo, che i cittadini riparassero all'interno della cattedrale. Il paese nella mattinata seguente fu pesantemente bombardato dall'artiglieria statunitense ed un colpo ad alto potenziale esplosivo centrò, accidentalmente, un rosone del duomo ed esplose all'interno della navata di destra. I morti furono 55, un centinaio i feriti, in gran parte donne, vecchi e bambini. Negli anni si sono susseguite le ipotesi che il colpo di obice fosse Tedesco o Alleato. Solo nel 2004 da documenti e studi balistici si provò che il proiettile d'artiglieria fu sparato da una postazione statunitense, in quanto la traiettoria seguita non lasciava dubbi in merito. Una lapide nella navata destra del Duomo è stata posta a memoria di questa strage. Di quest'avvenimento i fratelli Paolo e Vittorio Taviani entrambi nati a San Miniato, hanno preso spunto per la realizzazione nel 1954 di un film-documentario: San Miniato luglio '44, e nel 1982 per un dei loro film più famosi La notte di San Lorenzo, girato in parte nella cittadina, nelle sue campagne e in parte ad Empoli. I Nazisti in ritirata si resero anche responsabili anche della distruzione della Rocca di Federico II il 23 luglio del 1944 che da più di settecento anni dominava la Valdarno Inferiore.

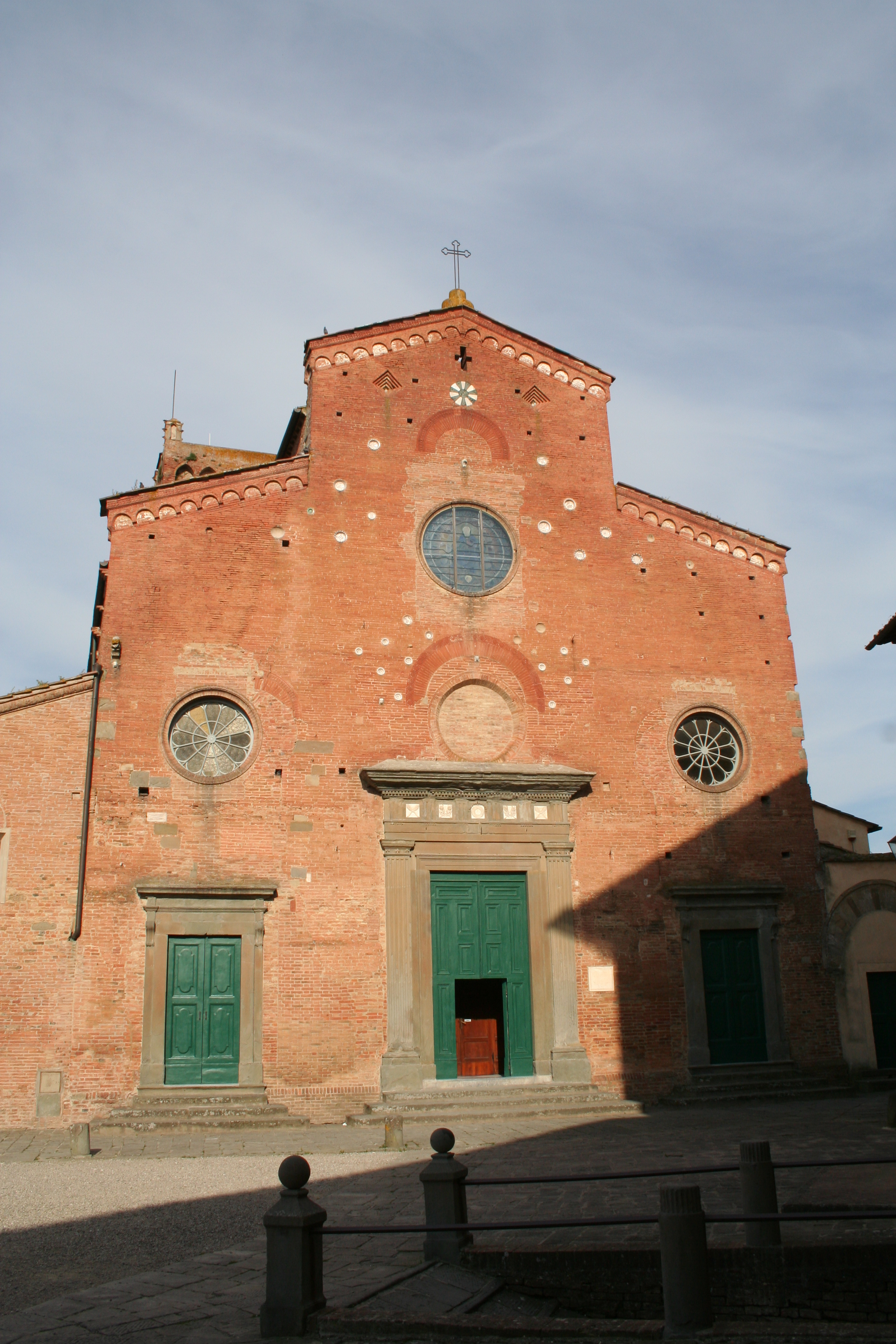
Duomo di San Miniato

Terminata la Seconda guerra mondiale la ricostruzione fu faticosa e lenta, nel 1958 la Rocca di Federico II fu ricostruita fedelmente. Lo sviluppo esponenziale economico degli anni sessanta, trasformò radicalmente il territorio comunale specie le frazioni di Ponte a Egola che da borgo prettamente agricolo risentì positivamente dello sviluppo dell'industria conciaria e vide nascere un notevole numero di industrie legate al settore del cuoio. Anche le frazioni di Ponte a Elsa e San Miniato Basso anche loro da borghi prettamente agricoli, si svilupparono con la nascita di piccole industrie artigiane e manifatturiere. In special modo San Miniato Basso si è ampliato in maniera quasi esponenziale grazie alla presenza della stazione ferroviaria e nei primi anni novanta all'apertura dello svincolo San Miniato sulla Strada di grande comunicazione Firenze-Pisa-Livorno che ha permesso un rapido collegamento alla rete viaria nazionale principale.

## Oggi
San Miniato attualmente è uno dei centri più importanti della Valdarno inferiore. Il capoluogo fonda principalmente la propria economia sul turismo, sull'industria della concia del cuoio e sui servizi (Cassa di Risparmio di San Miniato). Complessivamente il Comune è in costante espansione demografica, grazie allo sviluppo delle frazioni poste sulla Strada Statale Tosco Romagnola, anche in ragione dei flussi migratori dai paesi extracomunitari. La conformazione pianeggiante del territorio intorno a San Miniato favorisce la costruzione di nuove abitazioni ad uso civile e nuove attività imprenditoriali artigianali e manifatturiere che stanno gradualmente soppiantando l'agricoltura un tempo settore economico primario.